# Enlace (química)

Enlace iónico del cloruro de sodio, donde sodio da su electrón de valencia al cloro para ambos tener 8 electrones de valencia.

En química, un enlace es el proceso químico generado por las interacciones atractivas entre átomos y moléculas, y que confiere estabilidad a los compuestos químicos diatómicos y poliatómicos. La explicación de tales fuerzas atractivas es un área compleja que está descrita por las leyes de la química cuántica.
Es la fuerza existente entre los átomos una vez que se ha formado un sistema  estable.
Las moléculas, cristales, metales y gases diatómicos (que forman la mayor parte del ambiente físico que nos rodea) están unidos por enlaces químicos, que determinan las propiedades físicas y químicas de la materia.
Las cargas opuestas se atraen porque al estar unidas adquieren una situación más estable que cuando estaban separadas. Esta situación de mayor estabilidad suele darse cuando el número de electrones que poseen los átomos en su último nivel es igual a ocho, estructura que coincide con la de los gases nobles ya que los electrones que orbitan el núcleo están cargados negativamente, y que los protones en el núcleo lo están positivamente, la configuración más estable del núcleo y los electrones es una en la que los electrones pasan la mayor parte del tiempo «entre» los núcleos, que en otro lugar del espacio. Estos electrones hacen que los núcleos se atraigan mutuamente.

## Teoría del enlace químico
En la visión simplificada del denominado enlace covalente, uno o más electrones (frecuentemente un par de electrones) son llevados al espacio entre los dos núcleos atómicos. Ahí, los electrones negativamente cargados son atraídos a las cargas positivas de ambos núcleos, en vez de solo su propio núcleo. Esto vence a la repulsión entre los dos núcleos positivamente cargados de los dos átomos, y esta atracción tan grande mantiene a los dos núcleos en una configuración de equilibrio relativamente fija, aunque aún vibrarán en la posición de equilibrio. En resumen, el enlace covalente involucra la compartición de electrones en los que los núcleos positivamente cargados de dos o más átomos atraen simultáneamente a los electrones negativamente cargados que están siendo compartidos. En un enlace covalente polar, uno o más electrones son compartidos inequitativamente entre dos núcleos.
En una visión simplificada de un enlace iónico, el electrón de enlace no es compartido, sino que es transferido. En este tipo de ligazón, el orbital atómico más externo de un átomo tiene un lugar libre que permite la adición de uno o más electrones. Estos electrones recientemente agregados ocupan potencialmente un estado de menor energía (más cerca al núcleo debido a la alta carga nuclear efectiva) de lo que experimentan en un tipo diferente de átomo. En consecuencia, un núcleo ofrece una posición de más fuerte unión a un electrón de lo que lo hace el otro núcleo. Esta transferencia ocasiona que un átomo asuma una carga neta positiva, y que el otro asuma una carga neta negativa. Entonces, el enlace resulta de la atracción electrostática entre los átomos, y los átomos se constituyen en ((iones)) de carga positiva o negativa.
Todos los enlaces pueden ser explicados por la teoría cuántica, pero, en la práctica, algunas reglas de simplificación les permiten a los químicos predecir la fuerza de enlace, direccionalidad y polaridad de los enlaces. La regla del octeto y la (TREPEV) teoría de repulsión de pares de electrones de la capa de valencia son dos ejemplos.
Existen teorías más sofisticadas, como la teoría del enlace de valencia, que incluye la hibridación de orbitales y la resonancia, y el método de combinación lineal de orbitales atómicos dentro de la teoría de los orbitales moleculares, que incluye a la teoría del campo de los ligantes. La electrostática es usada para describir polaridades de enlace y los efectos que ejerce en las sustancias químicas.

### Historia del concepto de «enlace»
Las primeras especulaciones respecto a la naturaleza del enlace químico son tan tempranas como en el siglo XII. Se suponía que ciertos tipos de especies químicas estaban unidas entre sí por un tipo de afinidad química. 
En 1704, Isaac Newton esbozó su teoría de enlace atómico, en "Query 31" de su libro Opticks, donde los átomos se unen unos a otros por alguna «fuerza». Específicamente, después de investigar varias teorías populares, en boga en aquel tiempo, de cómo los átomos se podía unir unos a otros, por ejemplo, «átomos enganchados», «átomos pegados unos a otros por reposo», o «unidos por movimientos conspirantes», Newton señaló lo que inferiría posteriormente a partir de su cohesión que:

Las partículas se atraen unas a otras por alguna fuerza, que en contacto inmediato es excesivamente grande, a distancias pequeñas desempeñan operaciones químicas y su efecto deja de sentirse no lejos de las partículas.

En 1819, a raíz de la invención de la pila voltaica, Jöns Jakob Berzelius desarrolló una teoría de combinación química, introduciendo indirectamente el carácter electropositivo y electronegativo de los átomos combinantes. A mediados del siglo XIX, Edward Frankland, F. A. Kekule, A. S. Couper, A. M. Butlerov y Hermann Kolbe, ampliando la teoría de radicales, desarrollaron la teoría de valencia, originalmente llamado «poder combinante» en que los compuestos se mantenía unidos debido a la atracción entre polos positivo y negativo. En 1916, el químico Gilbert N. Lewis desarrolló el concepto de enlace de par de electrones, en el que dos átomos pueden compartir uno y seis electrones, formando el enlace de un solo electrón, enlace simple, enlace doble, o enlace triple:
En las propias palabras de Lewis:

Un electrón puede formar parte de las envolturas de dos átomos diferentes y no puede decirse que pertenezca a uno simplemente o exclusivamente.

El mismo año, Walther Kossel lanzó una teoría similar a la de Lewis, con la diferencia de que su modelo asumía una transferencia completa de electrones entre los átomos, con lo que era un modelo de enlace iónico. Tanto Lewis y Kossel estructuraron sus modelos de enlace a partir de la regla de Abegg (1904).
En 1927, el físico danés Oyvind Burrau derivó la primera descripción cuántica matemáticamente completa de un enlace químico simple, el producido por un electrón en el ion de hidrógeno molecular (dihidrogenilio), H2+. Este trabajo mostró que la aproximación cuántica a los enlaces químicos podrían ser correctas fundamental y cualitativamente, pero los métodos matemáticos usados no podrían extenderse a moléculas que contuvieran más de un electrón. Una aproximación más práctica, aunque menos cuantitativa, fue publicada en el mismo año por Walter Heitler y Fritz London. El método de Heitler-London forma la base de lo que ahora se denomina teoría del enlace de valencia. En 1929, sir John Lennard-Jones introdujo el método de combinación lineal de orbitales atómicos (CLOA o dentro de la teoría de orbitales moleculares, sugiriendo también métodos para derivar las estructuras electrónicas de moléculas de F2 (flúor) y las moléculas de O2 (oxígeno), a partir de principios cuánticos básicos. Esta teoría de orbital molecular representó un enlace covalente como un orbital formado por combinación de los orbitales atómicos de la mecánica cuántica de Schrödinger que habían sido hipotetizados por los electrones en átomos solitarios. Las ecuaciones para los electrones de enlace en átomos multielectrónicos no podrían ser resueltos con perfección matemática (esto es, analíticamente), pero las aproximaciones para ellos aún producen muchas predicciones y resultados cualitativos buenos. Muchos cálculos cuantitativos en química cuántica moderna usan tanto las teorías de orbitales moleculares o de enlace de valencia como punto de partida, aunque una tercera aproximación, la teoría del funcional de la densidad, se ha estado haciendo más popular en años recientes.
En 1935, H. H. James y A. S. Coolidge llevaron a cabo un cálculo sobre la molécula de dihidrógeno que, a diferencia de todos los cálculos previos que usaban funciones solo de la distancia de los electrones a partir del núcleo atómico, usó funciones que sólo adicionaban explícitamente la distancia entre los dos electrones. Con 13 parámetros ajustables, ellos obtienen el resultado muy cercano al resultado experimental para la energía de disociación de enlace. Posteriores extensiones usaron hasta 54 parámetros y producen gran concordancia con los experimentos. Este cálculo convenció a la comunidad científica que la teoría cuántica podría concordar con los experimentos. Sin embargo, esta aproximación no tiene relación física con la teoría de enlace de valencia y orbitales moleculares y es difícil de extender a moléculas más grandes.

### Teoría de enlace de valencia
En el año 1927, la teoría de enlace de valencia fue formulada, argumentando esencialmente que el enlace químico se forma cuando dos electrones de valencia, en sus respectivos orbitales atómicos, trabajan o funcionan para mantener los dos núcleos juntos, en virtud a los efectos de disminución de energía del sistema. En 1939, a partir de esta teoría, el químico Linus Pauling publicó lo que algunos consideran uno de los libros más importantes en la historia de la química: Sobre la naturaleza del enlace químico. En este documento, tomando en cuenta los trabajos de Lewis, la teoría del enlace de valencia (TEV) de Heitler y London, así como su propio trabajo preliminar, presentó seis reglas para la ligazón de electrones compartidos, aunque las tres primeras ya eran conocidas genéricamente: 
1. El enlace de par de electrones a través de la interacción de un electrón desapareado de cada uno de dos átomos.
2. El spin de los electrones involucrados en el enlace, tienen que ser opuestos.
3. Una vez apareados, los dos electrones no pueden formar parte de enlaces adicionales.
Sus tres últimas reglas eran nuevas:
4. Los términos de intercambio de electrones para formar el enlace involucra solo una función de onda de cada átomo.
5. Los electrones disponibles en el menor nivel de energía forman los enlaces más fuertes.
6. De dos orbitales en un átomo, el que pueda solaparse en mayor proporción con un orbital de otro átomo formará el enlace más fuerte, y esta ligazón tenderá a orientarse en la dirección del orbital más concentrado.
A partir de este artículo, Pauling publicaría en 1939 un libro de texto, Sobre la Naturaleza del Enlace Químico, que vendría a ser llamado por algunos como la «biblia» de la química moderna. Este libro ayudó a los químicos experimentales a entender el impacto de la teoría cuántica sobre la química. Sin embargo, la edición posterior de 1939 falló en explicar adecuadamente los problemas que parecían ser más cognoscibles por la teoría de orbitales moleculares. El impacto de la teoría del enlace de valencia declinó durante la década de 1960 y 1970 a la par con el crecimiento en popularidad de la teoría de orbitales moleculares, que estaba siendo implementada en muchos programas de grandes ordenadores. A partir de la década de 1960, los problemas más difíciles de la implementación de la teoría del enlace de valencia en programas de computadoras habían sido mayormente resueltos y la teoría del enlace de valencia vio un resurgimiento.

### Teoría de los orbitales moleculares

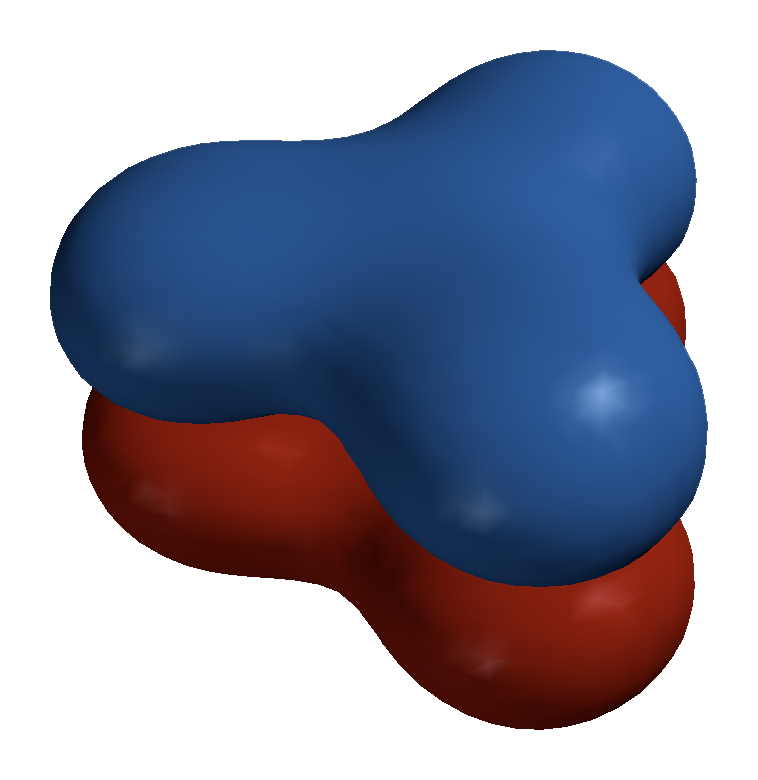
Orbital molecular HOMO-5 de tipo pi, en la molécula de trifluoruro de boro, calculado usando Spartan.

La teoría de los orbitales moleculares (TOM) usa una combinación lineal de orbitales atómicos para formar orbitales moleculares, que abarcan la molécula entera. Estos orbitales son divididos frecuentemente en orbitales enlazantes, orbitales antienlazantes, y orbitales de no enlace. Un orbital molecular es simplemente un orbital de Schrödinger que incluye varios, pero frecuentemente solo dos, núcleos. Si este orbital es del tipo en que los electrones tienen una mayor probabilidad de estar entre los núcleos que en cualquier otro lugar, el orbital será un orbital enlazante, y tenderá a mantener los núcleos cerca. Si los electrones tienden a estar presentes en un orbital molecular en que pasan la mayor parte del tiempo en cualquier lugar excepto entre los núcleos, el orbital funcionará como un orbital antienlazante, y realmente debilitará el enlace. Los electrones en orbitales no enlazantes tienden a estar en orbitales profundos (cerca a los orbitales atómicos) asociados casi enteramente o con un núcleo o con otro y entonces pasarán igual tiempo entre los núcleos y no en ese espacio. Estos electrones no contribuyen ni detractan la fuerza del enlace.

### El modelo de enlace
A pesar de que todos los electrones de un átomo giran alrededor de su núcleo, solo los electrones de valencia giran más lejos de él, mientras más alejados del núcleo se encuentren, más posibilidades tendrá ese átomo de interactuar con electrones de otro.
Los electrones de valencia interaccionan de distintas formas, ya que dependen de las características del otro átomo con el que pueda conjuntarse. Algunos átomos ceden sus electrones a otro para lograr su equilibrio, otros los ganan y a veces también los comparten. Por ejemplo, en el fluoruro de litio (LiF),  uno de los átomos (el litio) dona su electrón de valencia, mientras que el flúor lo recibe. De esta forma se forman iones, átomos con carga neta, positivos (Li+) y negativos (F-).
La representación de Lewis se caracteriza por ilustrar los símbolos de los elementos y los electrones de valencia que hay alrededor de ellos como puntos o taches. Para interpretar la simbología del agua en la representación de Lewis, hay que saber que cada uno de los dos átomos de hidrógeno sólo cuenta con un electrón de valencia que pueden ser representados con un punto; mientras que el átomo de oxígeno tiene ocho electrones de los cuales seis son de valencia y se pueden representar con taches para diferenciarlos de los electrones de valencia del hidrógeno.
La mayoría de los átomos se unen compartiendo electrones mediante uno, dos o hasta tres pares. Para no colocar tantos puntos, cada par compartido se representa como una línea (H-O-H). Del mismo modo, casi todos los átomos muestran una tendencia a perder, ganar o compartir un número de electrones necesarios para completar ocho electrones de valencia (regla del octeto), tal como lo hace el oxígeno en la molécula del agua. Por otro lado, únicamente el hidrógeno completa dos, por lo que se dice que ha formado la regla del dúo al solo tener como máximo dos electrones.

### Comparación de las teorías del enlace de valencia y de los orbitales moleculares
En algunos aspectos, la teoría del enlace de valencia es superior a la teoría de orbitales moleculares. Cuando se aplica a la molécula más simple de dos electrones, H2, la teoría del enlace de valencia, incluso al nivel más simple de la aproximación de Heitler-London, produce una aproximación más cercana a la energía de enlace, y provee una representación más exacta del comportamiento de los electrones al formarse y romperse los enlaces químicos. En contraste, la teoría de orbitales moleculares simple predice que la molécula de hidrógeno se disocia en una superposición lineal de átomos de hidrógeno, e iones positivos y negativos de hidrógeno, un resultado completamente contrario a la evidencia física. Esto explica en parte por qué la curva de energía total versus la distancia interatómica del método de orbitales de valencia yace por encima de la curva del método de orbitales moleculares a todas las distancias y, más particularmente, para distancias mucho más grandes. Esta situación surge para todas las moléculas diatómicas homonucleares y es particularmente un problema para el F2, para el que la energía mínima de la curva con la teoría de orbitales moleculares es aún mayor en energía que la energía de los dos átomos de flúor no enlazados.
Los conceptos de hibridación son versátiles, y la variabilidad en el enlace en muchos compuestos orgánicos es tan modesta que la teoría del enlace permanece como una parte integral del vocabulario del químico orgánico. Sin embargo, el trabajo de Friedrich Hund, Robert Mulliken, y Gerhard Herzberg mostró que la teoría de orbitales moleculares provee una descripción más apropiada de las propiedades espectroscópicas, magnéticas y de ionización de las moléculas. Las deficiencias de la teoría del enlace se hicieron aparentes cuando las moléculas hipervalentes (por ejemplo, el PF5) fueron explicadas sin el uso de los orbitales "d" que eran cruciales en el esquema de enlace basado en hibridación, propuesto para tales moléculas por Pauling. Los complejos metálicos y compuestos deficientes en electrones (como el diborano) también resultaron ser mejor descritos por la teoría de orbitales moleculares, aunque también se han hecho descripciones usando la teoría del enlace de valencia.
En la década de 1930, los dos métodos competían fuertemente hasta que se observó que ambas eran aproximaciones a una teoría mejor. Si se toma la estructura de enlace de valencia simple y se mezcla en todas las estructuras covalentes e iónicas posibles que surgen de un juego particular de orbitales atómicos, se llega a lo que se llama la función de onda de interacción de configuración completa. Si se toma la descripción de orbital molecular simple del estado fundamental y se combina dicha función con las funciones que describen todos los estados excitados posibles usando los orbitales no ocupados que surgen del mismo juego de orbitales atómicos, también se llega a la función de onda de interacción de configuración completa. Puede verse que la aproximación de orbital molecular simple da demasiado peso a las estructuras iónicas, mientras que la aproximación de enlace de valencia simple le da demasiado poco. Esto puede ser descrito diciendo que la aproximación de orbitales moleculares simple es demasiado deslocalizada, mientras que la aproximación de enlaces de valencia es demasiado localizado.
Estas dos aproximaciones son ahora observadas como complementarias, cada una proveyendo sus propias perspectivas en el problema del enlace químico. Los cálculos modernos en química cuántica generalmente empiezan a partir de (pero finalmente van más allá) un orbital molecular en vez de una aproximación de enlace de valencia, no por algún tipo de superioridad intrínseca de la segunda, sino porque la aproximación de orbitales moleculares es mucho más rápidamente adaptable a computación numérica. Sin embargo, ahora hay mejores programas de enlace de valencia disponibles.

## Enlaces en fórmulas químicas
La tridimensionalidad de los átomos y moléculas hace difícil el uso de una sola técnica para indicar los orbitales y enlaces. En la fórmula química, los enlaces químicos (orbitales enlazantes) entre átomos están indicados por varios métodos diferentes de acuerdo al tipo de discusión. Algunas veces, se desprecian completamente. Por ejemplo, en química orgánica, la fórmula molecular del etanol (un compuesto en bebidas alcohólicas) puede ser escrito en papel como isómeros conformacionales, tridimensional, completamente bidimensional (indicando cada enlace con direcciones no tridimensionales), bidimensional comprimida (CH3–CH2–OH), separando el grupo funcional del resto de la molécula (C2H5OH), o sus constituyentes atómicos (C2H6O), de acuerdo a lo que se esté discutiendo. Algunas veces, incluso se marcan los electrones no enlazantes de la capa de valencia (con las direcciones aproximadas bidimensionalmente, estructura de Lewis). Algunos químicos pueden también representar los orbitales respectivos.

## Tipos
| Longitudes de enlace típicas, en pm, y energía de enlace en kJ/mol. Información recopilada de . |               |                  |
| Enlace                                                                                          | Longitud (pm) | Energía (kJ/mol) |
| H — Hidrógeno                                                                                   |               |                  |
| H–H                                                                                             | 74            | 436              |
| H–C                                                                                             | 109           | 413              |
| H–N                                                                                             | 101           | 391              |
| H–O                                                                                             | 96            | 366              |
| H–F                                                                                             | 92            | 568              |
| H–Cl                                                                                            | 127           | 432              |
| H–Br                                                                                            | 141           | 366              |
| C — Carbono                                                                                     |               |                  |
| C–H                                                                                             | 109           | 413              |
| C–C                                                                                             | 154           | 348              |
| C=C                                                                                             | 134           | 614              |
| C≡C                                                                                             | 120           | 839              |
| C–N                                                                                             | 147           | 308              |
| C–O                                                                                             | 143           | 360              |
| C–F                                                                                             | 135           | 488              |
| C–Cl                                                                                            | 177           | 330              |
| C–Br                                                                                            | 194           | 288              |
| C–I                                                                                             | 214           | 216              |
| C–S                                                                                             | 182           | 272              |
| N — Nitrógeno                                                                                   |               |                  |
| N–H                                                                                             | 101           | 391              |
| N–C                                                                                             | 147           | 308              |
| N–N                                                                                             | 145           | 170              |
| N≡N                                                                                             | 110           | 945              |
| O — Oxígeno                                                                                     |               |                  |
| O–H                                                                                             | 96            | 366              |
| O–C                                                                                             | 143           | 360              |
| O–O                                                                                             | 148           | 145              |
| O=O                                                                                             | 121           | 498              |
| F, Cl, Br, I — Halógenos                                                                        |               |                  |
| F–H                                                                                             | 92            | 568              |
| F–F                                                                                             | 142           | 158              |
| F–C                                                                                             | 135           | 488              |
| Cl–H                                                                                            | 127           | 432              |
| Cl–C                                                                                            | 177           | 330              |
| Cl–Cl                                                                                           | 199           | 243              |
| Br–H                                                                                            | 141           | 366              |
| Br–C                                                                                            | 194           | 288              |
| Br–Br                                                                                           | 228           | 193              |
| I–H                                                                                             | 161           | 298              |
| I–C                                                                                             | 214           | 216              |
| I–I                                                                                             | 267           | 151              |
| S — Azufre                                                                                      |               |                  |
| C–S                                                                                             | 182           | 253              |

Estos enlaces químicos son fuerzas intramoleculares, que mantienen a los átomos unidos en las moléculas. En la visión simplista del enlace localizado, el número de electrones que participan en un enlace (o están localizados en un orbital enlazante), es típicamente un número par de dos, cuatro, o seis, respectivamente. Los números pares son comunes porque las moléculas suelen tener estados energéticos más bajos si los electrones están apareados. Teorías de enlace sustancialmente más avanzadas han mostrado que la fuerza de enlace no es siempre un número entero, dependiendo de la distribución de los electrones a cada átomo involucrado en un enlace. Por ejemplo, los átomos de carbono en el benceno están conectados a los vecinos inmediatos con una fuerza aproximada de 1.5, y los dos átomos en el óxido nítrico no están conectados con aproximadamente 2.5. El enlace cuádruple también son bien conocidos. El tipo de enlace fuerte depende de la diferencia en electronegatividad y la distribución de los orbitales electrónicos disponibles a los átomos que se enlazan. A mayor diferencia en electronegatividad, con mayor fuerza será un electrón atraído a un átomo particular involucrado en el enlace, y más propiedades «iónicas» tendrá el enlace («iónico» significa que los electrones del enlace están compartidos inequitativamente), estos enlaces son frecuentes entre átomos que se ubican a la izquierda de la tabla periódica (baja electronegatividad) y átomos que se encuentran a la derecha de la tabla periódica (más electronegativos), porque permite la transferencia de electrones de valencia produciendo iones. A menor diferencia de electronegatividad, mayores propiedades covalentes (compartición completa) de la ligazón, generalmente entre átomos vecinos de la tabla periódica.
Los átomos enlazados de esta forma tienen carga eléctrica neutra, por lo que el enlace se puede llamar no polar.
Ejemplo:
- Na - Cl {\displaystyle \longrightarrow } Enlace iónico
- O - O {\displaystyle \longrightarrow }  Enlace covalente no polar
- C - O {\displaystyle \longrightarrow } Enlace covalente polar

Los enlaces covalentes pueden ser simples (H - H) cuando se comparte un solo par de electrones, dobles (O = O) al compartir dos pares de electrones, triples cuando comparten tres tipos de electrones, o cuádruples cuando comparten cuatro tipos de electrones.
Los enlaces covalentes no polares se forman entre átomos iguales, no hay variación en el número de oxidación.
Los enlaces covalentes polares se forman con átomos distintos con gran diferencia de electronegatividades. La molécula es eléctricamente neutra, pero no existe simetría entre las cargas eléctricas originando la polaridad, un extremo se caracteriza por ser electropositivo y el otro electronegativo.

### Enlace covalente
El enlace covalente polar es intermediado en su carácter entre un enlace covalente y un enlace iónico. Los enlaces covalentes polares se forman con átomos distintos con gran diferencia de electronegatividades. La molécula es eléctricamente neutra, pero no existe simetría entre las cargas eléctricas originando la polaridad, un extremo se caracteriza por ser electropositivo y el otro electronegativo.
Los enlaces covalentes pueden ser simples cuando se comparte un solo par de electrones, dobles al compartir dos pares de electrones, triples cuando comparten tres pares de electrones, o cuádruples cuando comparten cuatro pares de electrones.
La diferencia entre enlace simple doble y triple reside en que en un enlace simple los átomos están más alejados, lo que hace al enlace más débil (menor energía) por el contrario en uno triple los átomos están más cerca que en el simple, esto hace al enlace más energético y más fuerte por lo tanto más energético.
.Los enlaces covalentes no polares (0 o menor que 0,4) se forman entre átomos iguales, no hay variación en el número de oxidación. Los átomos enlazados de esta forma tienen carga eléctrica neutra.
En otras palabras, el enlace covalente es la unión entre átomos en donde se da un compartimiento de electrones, los átomos que forman este tipo de enlace son de carácter no metálico. Las moléculas que se forman con átomos iguales (mononucleares) presentan un enlace covalente pero en donde la diferencia de electronegatividades es nula.
Se presenta entre los elementos con poca diferencia de electronegatividad (< 1.7), es decir cercanos en la tabla periódica de los elementos químicos o bien, entre el mismo elemento para formar moléculas diatómicas.
Un enlace covalente es la unión química entre un elemento no metálico con otro no metálico. Dentro de estos se puede encontrar una clasificación según el tipo de ligazón; existiendo el enlace sencillo (en el cual comparte un solo par de electrones); ejemplo del mismo se encuentra la molécula de ácido clorhídrico; el segundo es el enlace doble (en el cual se comparten dos pares de electrones); siendo ejemplo de ello la molécula de dióxido de carbono; el último caso representa lo que se define como enlace triple (en el cual se comparten tres pares de electrones); siendo ejemplo de ello la molécula diatómica de nitrógeno. Dentro de sus propiedades se encuentran: variedad en sus puntos de ebullición y fusión; geometrías moleculares definidas. polaridad del enlace debido a electronegatividades que difieren la carga eléctrica parcial del átomo enlazado. Se pueden encontrar como enlace covalente puro u homopolar (unión de dos o más átomos del mismo elemento) siendo ejemplo O₂; como enlace covalente polar o heteropolar (unión entre dos no metales diferentes) ejemplo de ello H₂O; por último el covalente coordinado (en la que un átomo se coordina para completar su octeto) siendo ejemplo el H₂SO4.

### Enlace iónico o electrovalente
El enlace iónico es un tipo de interacción electrostática entre átomos que tienen una gran diferencia de electronegatividad. No hay un valor preciso que distinga la ionicidad a partir de la diferencia de electronegatividad, pero una diferencia sobre 2.0 suele ser iónica, y una diferencia menor a 1.7 suele ser covalente. En pocas palabras, un enlace iónico es aquel en el que los elementos involucrados aceptan o pierden electrones (se da entre un catión y un anión) o dicho de otra manera, es aquel en el que un elemento que tiene más electronegatividad se atrae con los elementos de menor electronegatividad. El enlace iónico implica la separación en iones positivos y negativos. Las cargas iónicas suelen estar entre –3e a +3e, este tipo de enlace es frecuente entre átomos de los grupos IA, IIA, IIIA que pierden electrones (Cationes) y átomos de los grupos VA, VIA, VIIA que ganan electrones (aniones).
Ejemplo:
La unión entre el sodio y el cloro, es un enlace iónico donde el sodio pierde 1 electron del último nivel de energía (3s) y el cloro gana ese electrón, completando 8 electrones en el último nivel de energía.
Na = {\displaystyle 1s^{2}2s^{2}2p^{6}3s^{1}}   pierde un electrón  {\displaystyle Na^{+}1}  (catión)
Cl = {\displaystyle 1s^{2}2s^{2}2p^{6}3s^{2}3p^{5}}  gana un electrón {\displaystyle Cl^{-}1}  (anión)

### Enlace covalente coordinado o dativo
El enlace covalente coordinado, algunas veces referido como enlace dativo, es un tipo de enlace covalente, en el que los electrones de enlace se originan solo en uno de los átomos, el donante de pares de electrones, o base de Lewis, pero son compartidos aproximadamente por igual en la formación del enlace covalente. Este concepto está cayendo en desuso a medida que los químicos se pliegan a la teoría de orbitales moleculares. Algunos ejemplos de enlace covalente coordinado existen en nitronas y el borazano. El arreglo resultante es diferente de un enlace iónico en que la diferencia de electronegatividad es pequeña, resultando en una covalencia. Se suelen representar por flechas, para diferenciarlos de otros enlaces. La flecha muestra su cabeza dirigida al aceptor de electrones o ácido de Lewis, y la cola a la base de Lewis. Este tipo de enlace se ve en el ion amonio y en los complejos químicos, donde un átomo central (por lo general un catión metálico) está unido a otras moléculas denominadas ligandos.

### Enlaces de uno y tres electrones
Los enlaces con uno o tres electrones pueden encontrarse en especies radicales, que tienen un número impar de electrones. El ejemplo más simple de un enlace de un electrón se encuentra en el catión hidrógeno molecular, H2+. Los enlaces de un electrón suelen tener la mitad de energía de enlace de una ligazón de 2 electrones y, en consecuencia, se les llama "medios enlaces". Sin embargo, hay excepciones: en el caso del dilitio, el enlace es realmente más fuerte para el Li2+ de un electrón, que para el Li2 de dos electrones. Esta excepción puede ser explicada en términos de hibridación y efectos de capas internas.
El ejemplo más simple de enlace de tres electrones puede encontrarse en el catión de helio dimérico, He2+, y puede ser considerado también medio enlace porque, en términos de orbitales moleculares, el tercer electrón está en un orbital antienlazante que cancela la mitad del enlace formado por los otros dos electrones. Otro ejemplo de una molécula conteniendo un enlace de tres electrones, además de ligazones de dos electrones, es el óxido nítrico, NO. La molécula de oxígeno, O2, también puede ser vista como si tuviera dos enlaces de 3-electrones y un enlace de 2-electrones, lo que justifica su paramagnetismo y su orden formal de enlace de 2.
Las moléculas con número impar de electrones suelen ser altamente reactivas. Este tipo de enlace solo es estable entre átomos con electronegatividades similares.

### Enlaces flexionados
Los enlaces flexionados, también conocidos como enlaces banana, son enlaces en moléculas tensionadas o impedidas estéricamente cuyos orbitales de enlaces están forzados en una forma como de plátano. Los enlaces flexionados son más susceptibles a las reacciones que los enlaces ordinarios.
El enlace flexionado es un tipo de enlace covalente cuya disposición geométrica tiene cierta semejanza con la forma de un plátano. El enlace doble entre carbonos se forma gracias al traslape de dos orbitales híbridos sp3. Como estos orbitales no se encuentran exactamente uno frente a otro, al hibridarse adquieren la forma del plátano.

### Enlaces 3c-2e y 3c-4e
En el enlace de tres centros y dos electrones ("3c-2e"), tres átomos comparten dos electrones en un enlace. Este tipo de enlace se presenta en compuestos deficientes en electrones, como el diborano. Cada enlace de ellos (2 por molécula en el diborano) contiene un par de electrones que conecta a los átomos de boro entre sí, con un átomo de hidrógeno en el medio del enlace, compartiendo los electrones con los átomos de boro.
El enlace de tres centros y cuatro electrones ("3c-4e") explica el enlace en moléculas hipervalentes. En ciertos compuestos aglomerados, se ha postulado la existencia de enlaces de cuatro centros y dos electrones.
En ciertos sistemas conjugados π (pi), como el benceno y otros compuestos aromáticos, y en redes conjugadas sólidas como el grafito, los electrones en el sistema conjugado de enlaces π están dispersos sobre tantos centros nucleares como existan en la molécula o la red.

### Enlace aromático
En muchos casos, la ubicación de los electrones no puede ser simplificada a simples líneas (lugar para dos electrones) o puntos (un solo electrón). En compuestos aromáticos, los enlaces que están en anillos planos de átomos, la regla de Hückel determina si el anillo de la molécula mostrará estabilidad adicional.
En el benceno, el compuesto aromático prototípico, 18 electrones de enlace mantiene unidos a 6 átomos de carbono para formar una estructura de anillo plano. El orden de enlace entre los diferentes átomos de carbono resulta ser idéntico en todos los casos desde el punto de vista químico, con una valor equivalente de aproximadamente 1.5.
En el caso de los aromáticos heterocíclicos y bencenos sustituidos, las diferencias de electronegatividad entre las diferentes partes del anillo pueden dominar sobre el comportamiento químico de los enlaces aromáticos del anillo, que de otra formar sería equivalente.

### Enlace metálico
En un enlace metálico, los electrones de enlace se encuentran situados en una estructura de átomos. En contraste, en los compuestos iónicos, la ubicación de los electrones enlazantes y sus cargas son estáticas. Debido a la deslocalización o el libre movimiento de los electrones, se tienen las propiedades metálicas de conductividad, ductilidad y dureza.
El enlace metálico es similar al iónico; sin embargo, el primero es más compacto que el segundo, ya que el número de átomos que rodean a cada uno de ellos es mayor.
Con base en la estructura del enlace metálico es posible identificar las propiedades más características de los metales, tales como su conductividad eléctrica y calorífica (conductividad), la capacidad para extenderse en hilos muy finos (ductilidad) , la capacidad para obtener láminas finas (maleabilidad), densidades elevadas, puntos de fusión altos... etc.
El modelo más sencillo de enlace metálico se basa en una de las propiedades características de los metales: su baja electronegatividad (ceden electrones con facilidad). Así pues, el enlace metálico podemos describirlo como una distribución muy ordenada y compacta de iones positivos del metal (red metálica) entre los cuales se distribuyen los electrones perdidos por cada átomo a modo de «nube electrónica». Es importante observar que los electrones pueden circular libremente entre los cationes, no están ligados (sujetos) a los núcleos y son compartidos por todos ellos. Esta nube electrónica hace de «colchón» entre las cargas positivas impidiendo que se repelan, a la vez que mantienen unidos los átomos del metal.
Características principales de los metales:
- Sólidos a temperatura ambiente (a excepción del mercurio) de densidad elevada.
- La red metálica es una estructura muy ordenada (típica de los sólidos) y compacta (con los iones muy bien empaquetados, muy juntos, densidad alta)
- Temperaturas de fusión y ebullición altas.
- Buenos conductores del calor y la electricidad.
- Ductilidad y maleabilidad, debido a la posibilidad de que las capas de iones se pueden deslizar unas sobre otras sin que se rompa la red metálica.

### Teoría del mar de electrones.
Los metales son propensos a perder sus electrones debido a su baja energía de ionización, es posible tomar en consideración a un átomo metálico como un catión unido al electrón de valencia que podría perder. En un metal tenemos muchísimos átomos unidos entre sí. Entonces, podemos considerar a un metal como un conjunto de cationes metálicos inmersos en un mar de electrones de valencia deslocalizados. La atracción electrostática entre carga positiva (del catión) y negativa (del electrón) mantiene fuertemente unidos a todos los átomos del metal.
El modelo del mar de electrones desarrolla de manera sencilla las propiedades de los metales. Por ejemplo: La ductilidad y maleabilidad ocurre debido a que la deslocalización de electrones ocurre en todas las direcciones a manera de capas. 

## Enlace intermolecular

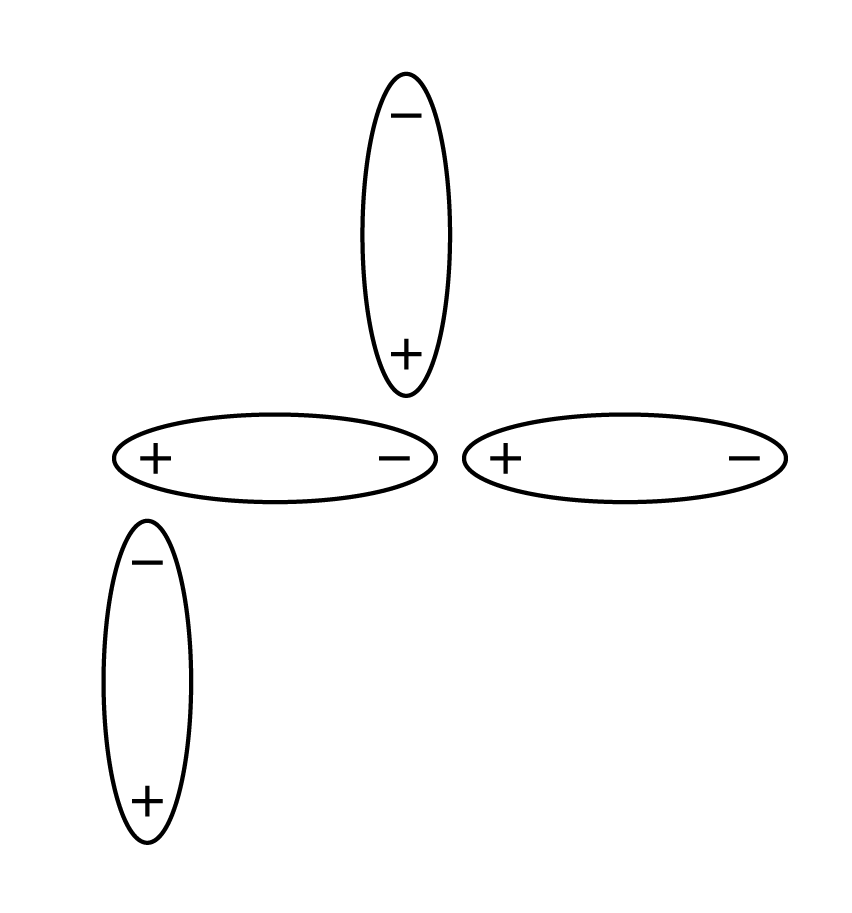
Fuerzas de van der Waals.

Hay cuatro tipos básicos de enlaces que se pueden formar entre dos o más moléculas, iones o átomos que de otro modo no estarían asociados. Las fuerzas intermoleculares originan que las moléculas se atraigan o repelan unas a otras. Frecuentemente, esto define algunas de sus características físicas (como el punto de fusión) de una sustancia.

### Dipolo permanente a dipolo permanente
Una gran diferencia de electronegatividad entre dos átomos enlazados fuertemente en una molécula ocasiona la formación de un dipolo (un par positivo-negativo de cargas eléctricas parciales permanentes). Los dipolos se atraen o repelen unos a otros.

### Enlace de hidrógeno

Enlace de hidrógeno.

En alguna forma este es un ejemplo de un dipolo permanente especialmente fuerte. Sin embargo, en el enlace de hidrógeno, el átomo de hidrógeno está más cerca a ser compartido entre los átomos donante y el receptor, en un enlace 3-c 2-e. Los enlaces de hidrógeno explican el punto de ebullición relativamente alto de los líquidos como el agua, amoníaco, y fluoruro de hidrógeno, comparado con sus contrapartes más pesadas en el mismo grupo de la tabla periódica.

### Dipolo instantáneo a dipolo inducido
Los dipolos instantáneos a dipolo inducido, o fuerzas de London, son las interacciones más débiles, pero también las más ubicuas, entre todas las sustancias químicas. Imagine el átomo de helio: en cualquier instante, la nube electrónica alrededor del átomo (que, de otro modo sería neutral) puede estar ligeramente desbalanceada, con momentáneamente más carga negativa en un lado que en el otro. Esto es a lo que se refiere como un dipolo instantáneo. Este dipolo, con su carga ligeramente desbalanceada, puede atraer o repeler a los electrones en los átomos de helio vecinos, estableciendo otro dipolo (dipolo inducido). Los dos átomos se estarán atrayendo por un instante, antes que la carga se rebalancee y los átomos se muevan.

### Interacción catión-pi
La interacción catión-pi se presenta entre la carga negativa localizada de los electrones de un orbital pi, ubicados sobre y debajo del plano de un anillo aromático, y una carga positiva.

## Electrones en los enlaces químicos
En el límite (irrealístico) del enlace iónico puro, los electrones están perfectamente localizados en uno de los dos átomos en el enlace. Tales ligazones pueden ser interpretadas por la física clásica. Las fuerzas entre los átomos están caracterizadas por potenciales electrostáticos continuos isótropos. Su magnitud es una proporción simple a la diferencia de cargas.
Los enlaces covalentes se entiende mejor por la teoría del enlace de valencia o la teoría del orbital molecular. Las propiedades de los átomos involucrados pueden ser interpretadas usando conceptos tales como número de oxidación. La densidad electrónica en el enlace no está asignada a átomos individuales, en vez de ello está deslocalizada entre los átomos. En la teoría del enlace de valencia, los dos electrones en los dos átomos se emparejan con una fuerza de enlace que depende del traslape entre los orbitales. En la teoría del orbital molecular, la combinación lineal de orbitales atómicos (CLOA) ayuda a describir las estructuras de orbitales moleculares deslocalizados y las energías basadas en los orbitales atómicos de los átomos de los que proviene. A diferencia de los enlaces iónicos puros, los enlaces covalentes pueden tener propiedades de direccionalidad (anisotropía). Estas pueden tener sus propios nombres, como sigma y pi.
En el caso general, los átomos forman enlaces que son intermedios entre iónico y covalente, dependiendo de la electronegatividad relativa de los átomos involucrados. Este tipo de ligazón es llamado algunas veces enlace covalente polar.

## Buckybalón
En 1985, los químicos de la Universidad de Rice en Texas, Robert F. Curl y Richard E. Smalley, y uno de la Universidad de Sussex, Harold Kroto utilizaron un láser de alta potencia para vaporizar grafito en un esfuerzo por crear moléculas poco comunes, que se creía existían en el espacio interestelar. La espectrometría de las masas reveló que uno de los productos resultó ser una especie desconocida con la fórmula (C60). Debido a su tamaño y al hecho de que es carbono puro, esta molécula tiene una forma extraña en la que trabajaron varios investigadores utilizando papel, tijeras y cinta adhesiva. Posteriormente, mediciones espectroscópicas y de rayos X confirmaron que el (C60) tenían la forma similar a una esfera hueca con un átomo de carbono localizado en cada uno de sus 60 vértices. Geométricamente, el buckybalón (abreviatura de buckminsterfulerene) es la molécula más simétrica que se conoce. Sin embargo, a pesar de sus características peculiares, su esquema de enlace es simple. Cada carbono tiene una hibridación sp2, y tiene orbitales moleculares deslocalizados que se extienden sobre la estructura completa. El buckybalón, así como otros miembros de mayor peso representan un concepto completamente nuevo en la arquitectura molecular con implicaciones de largo alcance. Por ejemplo, se ha preparado con un átomo de helio dentro de su estructura. Por el descubrimiento del buckybalón los tres científicos fueron premiados con el premio Nobel de química 1996. 
Un descubrimiento fascinante, realizado en 1991 por científicos japoneses, fue la identificación de estructuras relacionadas con el buckybalón. Estas moléculas tienen una longitud de cientos de nanómetros y presentan una forma tubular con una cavidad interna aproximada de 15 nanómetros de diámetro.